# Luciola unmunsana
Luciola unmunsana là một loài bọ cánh cứng trong họ Đom đóm (Lampyridae). Loài này được Doi miêu tả khoa học năm 1931.